# Helge Baues
Helge Baues (Celle, 22 giugno 1994) è un ex cestista tedesco.